# 库尔特
库尔特（法語：Courtes，法語發音：[kuʁt] ⓘ）是法国安省的一个市镇，位于该省西北部，属于布雷斯地区布尔格区。

## 地理
库尔特（46°27'33"N, 5°6'1"E）面积9.06 平方千米，位于法国奥弗涅-罗讷-阿尔卑斯大区安省，该省份为法国东部省份，北起汝拉省，西北接索恩-卢瓦尔省，西接罗讷省和里昂大都会，南至伊泽尔省，东与萨瓦省、上萨瓦省和瑞士接壤。
与库尔特接壤的市镇（或旧市镇、城区）包括：屈尔西亚东加隆、芒特奈-蒙兰、圣尼济耶勒布舒、圣特里维耶-德库尔特、韦尔努。

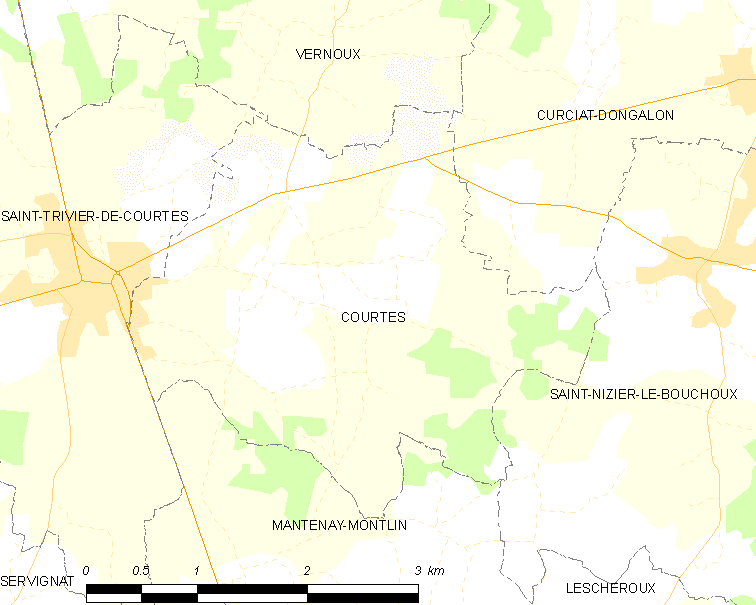
库尔特的OSM定位图

库尔特的时区为UTC+01:00、UTC+02:00（夏令时）。

## 行政
库尔特的邮政编码为01560，INSEE市镇编码为01128。

## 政治
库尔特所属的省级选区为勒普隆日县、canton of Saint-Trivier-de-Courtes。

## 人口

1962-2008年间库尔特人口变化图示

库尔特于2022年1月1日时的人口数量为293人。